# سوزان فرايدلاندر
سوزان فرايدلاندر (بالإنجليزية: Susan Friedlander) هي رياضياتية أمريكية، ولدت في 26 يناير 1946 في لندن في المملكة المتحدة.